# Mercedes Lambre
Mercedes Rodríguez Lambre (La Plata, 5 de outubro de 1992), também conhecida como Mechi, é uma atriz, bailarina, cantora e modelo argentina. Se destacou ao interpretar a personagem Ludmila Ferro, uma das protagonistas da telenovela Violetta (2012-2015) do Disney Channel América Latina.

## Biografia
Mercedes Lambre nasceu em 5 de outubro de 1992, em Buenos Aires, Argentina. Aos 6 anos começou a fazer aulas de teatro como atividade extracurricular. Também fazia aulas de dança desde pequena, tudo isso incentivada por seus pais.

### Vida pessoal
Em 2020, Lambre casou-se numa cerimônia reservada (devido a pandemia) com Ezequiel Freidzon, dono do café All Saints, o qual já namorava a cinco anos e estava noiva a três. Em 2024 a cantora anunciou através das redes sociais a gravidez de sua primeira filha, Elise, que nasceu em 4 de dezembro.

## Carreira
Lambre começou sua carreira como modelo aos 16 anos, onde teve seu primeiro contato com câmeras e sets de gravação. Além disso, quando morava em La Plata, recebeu um convite de seu cabeleireiro para fazer tutoriais de maquiagem para um programa na TV Utilíssima.
Já aos 18 anos, começou a estudar teatro na faculdade. Realizou três castings, e um deles foi para Violetta, um projeto da Disney Channel América Latina. Por ser muito timída, Lambre contou que entrou na audição fingindo estar em uma ligação, de maneira muito despojada, para que conseguisse a atenção dos produtores. Por fim, depois de um longo processo de seleção, conseguiu o papel de Ludmila Ferro, uma menina esnobe, materialista e popular, que tenta por diversas vezes arruinar a protagonista Violetta (interpretada por Martina Stoessel). Lambre participou das três temporadas da série (encerrada em 2015) e viajou pelo mundo com as duas turnês Violetta en Vivo e Violetta Live, junto com seus colegas de elenco.
Com o fim de Violetta, no dia 10 de setembro de 2015 em Milão, Itália, Lambre juntamente com Martina Stoessel e Jorge Blanco participaram de uma conferência de imprensa para anunciar a produção do filme Tini: Depois de Violetta (no espanhol Tini: El Gran Cambio de Violetta), uma trama pensada com intuito de encerrar o ciclo da série. O filme foi gravado na Itália, Espanha e Argentina, no segundo semestre de 2015. Seu lançamento nos cinemas ocorreu em 2016, com diferentes datas em cada país.
De 2017 a 2019, Lambre interpretou Emma em "Heidi, bienvenida a casa".
Em 2022, Mechi participou do especial "Só Amor e Mil Canções" (no espanhal "Solo Amor Y Mil Canciones"), um show lançado na plataforma Disney+ em comemoração ao 10º aniversário de estreia de Violetta, no qual performou algumas canções da série ao lado de seus colegas de elenco Jorge Blanco, Martina Stoessel e Candelaria Molfese.

## Filmografia
| Ano       | Título                    | Papel         | Notas                        | Canal          |
| --------- | ------------------------- | ------------- | ---------------------------- | -------------- |
| 2012–2015 | Violetta                  | Ludmila Ferro | Antagonista                  | Disney Channel |
| 2017–2019 | Heidi, bienvenida a casa  | Emma          | Co-Protagonista              | Mondo TV       |
| 2022      | Solo Amor Y Mil Canciones | Ela mesma     | Especial 10 anos de Violetta | Disney+        |

| Ano  | Obra               | Papel   | Notas           |
| ---- | ------------------ | ------- | --------------- |
| 2016 | Los Fabulosos Buu! | Luna    | Antagonista     |
| 2016 | Cardenio           | Dorotea | Co-protagonista |

| Ano  | Título                   | Papel             | Notas                                                            | Ref    |
| ---- | ------------------------ | ----------------- | ---------------------------------------------------------------- | ------ |
| 2014 | Violetta - O Show        | Ludmila/Ela mesma | Protagonista                                                     | [ 10 ] |
| 2015 | Violetta - A Viagem      | Ludmila/Ela mesma | Protagonista, junto do elenco de Violetta. Documentário para TV. |        |
| 2016 | Tini: Depois de Violetta | Ludmila           | Protagonista                                                     |        |

## Prêmios e indicações
| Ano  | Premiação                    | Categoria     | Resultado |
| ---- | ---------------------------- | ------------- | --------- |
| 2012 | Kids Choice Awards Argentina | Vilã Favorita | Venceu    |
| 2013 | Kids Choice Awards México    | Vilã Favorita | Venceu    |
| 2013 | Kids Choice Awards Argentina | Vilã Favorita | Venceu    |
| 2014 | Atriz Favorita               |               | Venceu    |